# Lista wulkanów w Kolumbii

Położenie najważniejszych wulkanów Kolumbii

Poniższa lista zawiera aktywne, drzemiące oraz wygasłe wulkany w Kolumbii. 

## Wulkany
| Nazwa                    | Wysokość (m n.p.m.) | Współrzędne geograficzne                 | Ostatnia erupcja (rok/okres) |
| ------------------------ | ------------------- | ---------------------------------------- | ---------------------------- |
| Azufral                  | 4070                | 1°04,8′N 77°40,8′W/1,080000 -77,680000   | 930 p.n.e.                   |
| Cerro Bravo              | 4000                | 5°05′31″N 75°18′00″W/5,092000 -75,300000 | 1720                         |
| Cerro Machín             | 2650                | 4°28,8′N 75°24,0′W/4,480000 -75,400000   | 2012                         |
| Cerro Negro de Mayasquer | 4445                | 0°58,8′N 77°52,8′W/0,980000 -77,880000   | 1936                         |
| Cumbal                   | 4764                | 0°49,2′N 77°57,6′W/0,820000 -77,960000   | 2013                         |
| Dona Juana               | 4150                | 1°28,2′N 76°55,2′W/1,470000 -76,920000   | 1906                         |
| Galeras                  | 4276                | 1°13′00″N 77°22′00″W/1,216667 -77,366667 | 2013                         |
| Machín                   | 2560                | 4°48′00″N 75°23′31″W/4,800000 -75,392000 | 1180                         |
| Nevado del Huila         | 5365                | 2°55,2′N 76°03,0′W/2,920000 -76,050000   | 2013                         |
| Nevado del Tolima        | 5200                | 4°40,2′N 75°19,8′W/4,670000 -75,330000   | 1943                         |
| Nevado del Quindío       | 5150                | 4°42′56″N 75°23′18″W/4,715556 -75,388333 | -                            |
| Nevado del Ruiz          | 5321                | 4°53′N 75°22′W/4,883333 -75,366667       | 1991                         |
| Petacas                  | 4054                | 1°34,2′N 76°46,8′W/1,570000 -76,780000   | 5950 p.n.e. ± 500 lat        |
| Puracé                   | 4650                | 2°19,2′N 76°24,0′W/2,320000 -76,400000   | 1977                         |
| Romeral                  | 3858                | 5°12′22″N 75°21′50″W/5,206000 -75,364000 | 5950 p.n.e. ± 500 lat        |
| Santa Isabel             | 4950                | 4°49,2′N 75°22,2′W/4,820000 -75,370000   | 2800 p.n.e. ± 100 lat        |
| Sotará                   | 4400                | 2°07,2′N 76°34,8′W/2,120000 -76,580000   | 2013                         |